# Osprey
|  | Per a altres significats, vegeu «Osprey Publishing». |

Osprey és una concentració de població designada pel cens dels Estats Units a l'estat de Florida. Segons el cens del 2000 tenia 4.143 habitants.

## Demografia
Segons el cens del 2000, Osprey tenia 4.143 habitants, 1.965 habitatges, i 1.383 famílies. La densitat de població era de 293 habitants/km².
Dels 1.965 habitatges en un 16,2% hi vivien nens de menys de 18 anys, en un 62,7% hi vivien parelles casades, en un 5,2% dones solteres, i en un 29,6% no eren unitats familiars. En el 25% dels habitatges hi vivien persones soles el 13,5% de les quals corresponia a persones de 65 anys o més que vivien soles. El nombre mitjà de persones vivint en cada habitatge era de 2,11 i el nombre mitjà de persones que vivien en cada família era de 2,47.
Per edats la població es repartia de la següent manera: un 14% tenia menys de 18 anys, un 3,2% entre 18 i 24, un 18% entre 25 i 44, un 33,3% de 45 a 60 i un 31,5% 65 anys o més.
L'edat mediana era de 54 anys. Per cada 100 dones de 18 o més anys hi havia 93,4 homes.
La renda mediana per habitatge era de 55.761 $ i la renda mediana per família de 73.103 $. Els homes tenien una renda mediana de 41.136 $ mentre que les dones 25.909 $. La renda per capita de la població era de 49.862 $. Entorn del 3,1% de les famílies i el 6,5% de la població estaven per davall del llindar de pobresa.

## Poblacions més properes
El següent diagrama mostra les poblacions més properes.